# Iowa Highway 149
Der Iowa Highway 149 (kurz IA 149) ist ein State Highway der von Süden nach Norden in Iowa verläuft. Er hat eine Länge von 67 Meilen (108 km).
Der südliche Endpunkt des Iowa Highways 149 ist in Ottumwa am U.S. Highway 34. Der nördliche Endpunkt ist in Williamsburg am Interstate 80.

## Streckenbeschreibung
Der Iowa Highway 149 beginnt am U.S. Highway 34 in Ottumwa. Er führt Richtung Norden und trifft nördlich von Ottumwa auf den U.S. Highway 63. Er verläuft weiterhin Richtung Norden, bis er auf den Iowa Highway 23 trifft. Dort dreht er nach Osten ab und trifft auf den Iowa Highway 21, bevor er Hedrick durchquert. Er geht weiter in Richtung Osten durch Martinsburg, dreht dann aber nach Norden an einer Kreuzung mit dem Iowa Highway 92. Der Iowa State Highway 149 geht dann weiter nach Norden nach Sigourney. Nach einer kurzen gemeinsamen Streckenführung mit dem Iowa Highway 92 wendet er sich nach Norden in Richtung Webster. In Webster trifft er auf den Iowa Highway 22 und dreht nach Osten, wobei er die gleiche Streckenführung bis South English mit ihm hat. Dann dreht der Iowa Highway 149 wieder nach Norden nach North English führt weiter nach Norden, bevor er nach Osten dreht, um Parnell zu durchqueren. Der Iowa Highway 149 geht dann wieder weiter nach Norden, um durch Williamsburg zu führen und endet dann an einer Kreuzung mit dem Interstate 80.

## Geschichte
Der Iowa Highway 149 entstand am 16. Oktober 1926 aus einem Teil des früheren Iowa Highway 13. Er ging vom U.S. Highway 63 nördlich von Ottumwa zum U.S. Highway 32 (später U.S. Highway 6) nahe den Amana Colonies. Im März 1930 wurde der Highway nördlich nach Cedar Rapids ausgebaut. 1985 wurde der Highway zu seinem heutigen nördlichen Ende am U.S. Highway 151, der entlang der ehemaligen Iowa State Route 149 zwischen dem U.S. Highway 6 und dem U.S. Highway 30 erweitert wurde, verkürzt und das Teilstück zwischen dem I-80 und dem U.S. Highway 6 wurde zur Iowa County Road V77.
Der südliche Endpunkt wurde zweimal verlegt. Am 16. Juli 1997 ging der Iowa Highway 149 über ein altes Alignement des U.S. Highways 63 zwischen der heutigen U.S.-Highway-63-Kreuzung nördlich von Ottumwa und der heutigen Iowa-State-Route-23-Kreuzung. Später, am 19. November 2007, wurde der Iowa Highway nach Süden ausgebaut, um in Ottumwa auf den U.S. Highway 34 zu treffen.